# Eleições presidenciais portuguesas de 2011 na Madeira
| Eleições presidenciais portuguesas de 2011 Distritos: Aveiro \| Beja \| Braga \| Bragança \| Castelo Branco \| Coimbra \| Évora \| Faro \| Guarda \| Leiria \| Lisboa \| Portalegre \| Porto \| Santarém \| Setúbal \| Viana do Castelo \| Vila Real \| Viseu \| Açores \| Madeira \| Estrangeiro |

## Resultados por Concelho
Os resultados nos concelhos da Região Autónoma da Madeira foram os seguintes:

### Calheta
| Candidato               | Candidato               | Votos  | %               |
| ----------------------- | ----------------------- | ------ | --------------- |
|                         | Aníbal Cavaco Silva     | 3 833  | 65,23 / 100,00  |
|                         | José Manuel Coelho      | 1 497  | 25,48 / 100,00  |
|                         | Manuel Alegre           | 226    | 3,85 / 100,00   |
|                         | Fernando Nobre          | 199    | 3,39 / 100,00   |
|                         | Francisco Lopes         | 72     | 1,23 / 100,00   |
|                         | Defensor Moura          | 49     | 0,83 / 100,00   |
| Votos Inválidos         | Votos Inválidos         | 178    | 2,94 / 100,00   |
| Total                   | Total                   | 6 054  | 100,00 / 100,00 |
| Eleitorado/Participação | Eleitorado/Participação | 12 595 | 48,07 / 100,00  |

| Freguesia           | %     | %     | %    | %    | %    | %    | Votantes |
| Freguesia           | ACS   | JMC   | MA   | FN   | FL   | DM   | Votantes |
| ------------------- | ----- | ----- | ---- | ---- | ---- | ---- | -------- |
| Arco da Calheta     | 64,89 | 25,06 | 4,13 | 3,23 | 1,32 | 1,38 | 1 719    |
| Calheta             | 62,58 | 27,21 | 4,30 | 4,04 | 1,41 | 0,45 | 1 605    |
| Estreito da Calheta | 69,78 | 21,92 | 3,89 | 2,59 | 1,17 | 0,65 | 794      |
| Fajã da Ovelha      | 67,76 | 25,05 | 2,03 | 2,87 | 1,23 | 1,03 | 495      |
| Jardim do Mar       | 46,98 | 34,90 | 6,04 | 8,05 | 4,03 | 0    | 156      |
| Paul do Mar         | 61,63 | 29,61 | 3,32 | 4,23 | 0,60 | 0,60 | 337      |
| Ponta do Pargo      | 65,75 | 26,92 | 3,85 | 2,01 | 0,55 | 0,92 | 572      |
| Prazeres            | 75,14 | 18,23 | 2,49 | 3,04 | 0,55 | 0,55 | 376      |
| Calheta             | 65,23 | 25,48 | 3,85 | 3,39 | 1,23 | 0,83 | 6 054    |

### Câmara de Lobos
| Candidato               | Candidato               | Votos  | %               |
| ----------------------- | ----------------------- | ------ | --------------- |
|                         | Aníbal Cavaco Silva     | 7 209  | 51,27 / 100,00  |
|                         | José Manuel Coelho      | 4 648  | 33,06 / 100,00  |
|                         | Manuel Alegre           | 871    | 6,19 / 100,00   |
|                         | Fernando Nobre          | 830    | 5,90 / 100,00   |
|                         | Francisco Lopes         | 366    | 2,60 / 100,00   |
|                         | Defensor Moura          | 137    | 0,97 / 100,00   |
| Votos Inválidos         | Votos Inválidos         | 468    | 3,22 / 100,00   |
| Total                   | Total                   | 14 529 | 100,00 / 100,00 |
| Eleitorado/Participação | Eleitorado/Participação | 31 928 | 45,51 / 100,00  |

| Freguesia                   | %     | %     | %     | %    | %    | %    | Votantes |
| Freguesia                   | ACS   | JMC   | MA    | FN   | FL   | DM   | Votantes |
| --------------------------- | ----- | ----- | ----- | ---- | ---- | ---- | -------- |
| Câmara de Lobos             | 47,74 | 36,63 | 6,07  | 6,76 | 2,16 | 0,64 | 6 438    |
| Curral das Freiras          | 59,09 | 22,00 | 7,05  | 3,34 | 7,29 | 1,24 | 853      |
| Estreito de Câmara de Lobos | 56,53 | 29,42 | 5,31  | 5,08 | 2,44 | 1,22 | 4 651    |
| Jardim da Serra             | 44,05 | 34,37 | 10,35 | 6,36 | 3,04 | 1,83 | 1 536    |
| Quinta Grande               | 53,90 | 34,11 | 4,19  | 5,65 | 1,66 | 0,49 | 1 051    |
| Câmara de Lobos             | 51,27 | 33,06 | 6,19  | 5,90 | 2,60 | 0,97 | 14 529   |

### Funchal
| Candidato               | Candidato               | Votos   | %               |
| ----------------------- | ----------------------- | ------- | --------------- |
|                         | José Manuel Coelho      | 20 414  | 41,45 / 100,00  |
|                         | Aníbal Cavaco Silva     | 19 036  | 38,65 / 100,00  |
|                         | Manuel Alegre           | 4 313   | 8,76 / 100,00   |
|                         | Fernando Nobre          | 3 944   | 8,01 / 100,00   |
|                         | Francisco Lopes         | 1 166   | 2,37 / 100,00   |
|                         | Defensor Moura          | 380     | 0,77 / 100,00   |
| Votos Inválidos         | Votos Inválidos         | 1 762   | 3,46 / 100,00   |
| Total                   | Total                   | 51 015  | 100,00 / 100,00 |
| Eleitorado/Participação | Eleitorado/Participação | 106 499 | 47,90 / 100,00  |

| Freguesia                  | %     | %     | %     | %     | %    | %    | Votantes |
| Freguesia                  | JMC   | ACS   | MA    | FN    | FL   | DM   | Votantes |
| -------------------------- | ----- | ----- | ----- | ----- | ---- | ---- | -------- |
| Imaculado Coração de Maria | 38,69 | 40,94 | 9,33  | 7,88  | 2,43 | 0,73 | 2 974    |
| Monte                      | 45,42 | 37,02 | 8,34  | 5,69  | 2,62 | 0,93 | 3 218    |
| Santa Luzia                | 33,44 | 43,66 | 10,22 | 10,18 | 2,06 | 0,43 | 2 848    |
| Santa Maria Maior          | 39,90 | 39,09 | 9,63  | 8,69  | 2,00 | 0,71 | 6 774    |
| Santo António              | 45,32 | 36,46 | 7,92  | 6,77  | 2,77 | 0,75 | 11 976   |
| São Gonçalo                | 45,58 | 36,01 | 8,42  | 6,98  | 2,28 | 0,74 | 2 939    |
| São Martinho               | 39,73 | 39,22 | 8,98  | 9,10  | 2,09 | 0,88 | 10 933   |
| São Pedro                  | 39,14 | 38,90 | 9,52  | 9,25  | 2,41 | 0,78 | 3 420    |
| São Roque                  | 43,79 | 37,89 | 7,90  | 7,02  | 2,60 | 0,79 | 4 729    |
| Sé                         | 29,87 | 48,09 | 8,43  | 10,72 | 2,13 | 0,77 | 1 204    |
| Funchal                    | 41,45 | 38,65 | 8,76  | 8,01  | 2,37 | 0,77 | 51 015   |

### Machico
| Candidato               | Candidato               | Votos  | %               |
| ----------------------- | ----------------------- | ------ | --------------- |
|                         | José Manuel Coelho      | 3 906  | 41,09 / 100,00  |
|                         | Aníbal Cavaco Silva     | 3 844  | 40,44 / 100,00  |
|                         | Manuel Alegre           | 1 161  | 12,21 / 100,00  |
|                         | Fernando Nobre          | 406    | 4,27 / 100,00   |
|                         | Francisco Lopes         | 114    | 1,20 / 100,00   |
|                         | Defensor Moura          | 75     | 0,79 / 100,00   |
| Votos Inválidos         | Votos Inválidos         | 258    | 2,64 / 100,00   |
| Total                   | Total                   | 9 764  | 100,00 / 100,00 |
| Eleitorado/Participação | Eleitorado/Participação | 20 992 | 46,51 / 100,00  |

| Freguesia              | %     | %     | %     | %    | %    | %    | Votantes |
| Freguesia              | JMC   | ACS   | MA    | FN   | FL   | DM   | Votantes |
| ---------------------- | ----- | ----- | ----- | ---- | ---- | ---- | -------- |
| Água de Pena           | 45,46 | 36,61 | 11,63 | 4,70 | 1,07 | 0,53 | 965      |
| Caniçal                | 46,33 | 37,35 | 11,61 | 3,39 | 0,75 | 0,56 | 1 617    |
| Machico                | 40,07 | 37,67 | 15,65 | 4,63 | 1,17 | 0,80 | 5 019    |
| Porto da Cruz          | 37,29 | 51,62 | 4,92  | 4,14 | 1,05 | 0,98 | 1 468    |
| Santo António da Serra | 38,02 | 49,41 | 5,03  | 3,40 | 2,96 | 1,18 | 695      |
| Machico                | 41,09 | 40,44 | 12,21 | 4,27 | 1,20 | 0,79 | 9 764    |

### Ponta de Sol
| Candidato               | Candidato               | Votos | %               |
| ----------------------- | ----------------------- | ----- | --------------- |
|                         | Aníbal Cavaco Silva     | 2 335 | 55,74 / 100,00  |
|                         | José Manuel Coelho      | 1 337 | 31,92 / 100,00  |
|                         | Manuel Alegre           | 253   | 6,04 / 100,00   |
|                         | Fernando Nobre          | 180   | 4,30 / 100,00   |
|                         | Francisco Lopes         | 46    | 1,10 / 100,00   |
|                         | Defensor Moura          | 38    | 0,91 / 100,00   |
| Votos Inválidos         | Votos Inválidos         | 105   | 2,44 / 100,00   |
| Total                   | Total                   | 4 294 | 100,00 / 100,00 |
| Eleitorado/Participação | Eleitorado/Participação | 9 528 | 45,07 / 100,00  |

| Freguesia       | %     | %     | %    | %    | %    | %    | Votantes |
| Freguesia       | ACS   | JMC   | MA   | FN   | FL   | DM   | Votantes |
| --------------- | ----- | ----- | ---- | ---- | ---- | ---- | -------- |
| Canhas          | 62,69 | 26,67 | 5,09 | 3,22 | 1,29 | 1,05 | 1 755    |
| Madalena do Mar | 54,18 | 33,86 | 4,38 | 5,08 | 0,40 | 1,20 | 256      |
| Ponta do Sol    | 50,58 | 35,73 | 6,96 | 4,94 | 1,03 | 0,76 | 2 283    |
| Ponta do Sol    | 55,74 | 31,92 | 6,04 | 4,30 | 1,10 | 0,91 | 4 294    |

### Porto Moniz
| Candidato               | Candidato               | Votos | %               |
| ----------------------- | ----------------------- | ----- | --------------- |
|                         | Aníbal Cavaco Silva     | 936   | 54,99 / 100,00  |
|                         | José Manuel Coelho      | 521   | 30,61 / 100,00  |
|                         | Manuel Alegre           | 156   | 9,17 / 100,00   |
|                         | Fernando Nobre          | 52    | 3,06 / 100,00   |
|                         | Francisco Lopes         | 22    | 1,29 / 100,00   |
|                         | Defensor Moura          | 15    | 0,88 / 100,00   |
| Votos Inválidos         | Votos Inválidos         | 50    | 2,86 / 100,00   |
| Total                   | Total                   | 1 752 | 100,00 / 100,00 |
| Eleitorado/Participação | Eleitorado/Participação | 3 534 | 49,58 / 100,00  |

| Freguesia         | %     | %     | %     | %    | %    | %    | Votantes |
| Freguesia         | ACS   | JMC   | MA    | FN   | FL   | DM   | Votantes |
| ----------------- | ----- | ----- | ----- | ---- | ---- | ---- | -------- |
| Achadas da Cruz   | 60,16 | 28,46 | 11,38 | 0    | 0    | 0    | 125      |
| Porto Moniz       | 54,10 | 33,30 | 7,63  | 2,58 | 1,53 | 0,86 | 1 080    |
| Ribeira da Janela | 58,13 | 21,25 | 12,50 | 6,25 | 0,63 | 1,25 | 165      |
| Seixal            | 54,45 | 27,76 | 11,32 | 4,04 | 1,35 | 1,08 | 382      |
| Porto Moniz       | 54,99 | 30,61 | 9,17  | 3,06 | 1,29 | 0,88 | 1 752    |

### Porto Santo
| Candidato               | Candidato               | Votos | %               |
| ----------------------- | ----------------------- | ----- | --------------- |
|                         | Aníbal Cavaco Silva     | 1 256 | 51,79 / 100,00  |
|                         | José Manuel Coelho      | 718   | 29,61 / 100,00  |
|                         | Manuel Alegre           | 267   | 11,01 / 100,00  |
|                         | Fernando Nobre          | 141   | 5,81 / 100,00   |
|                         | Francisco Lopes         | 27    | 1,11 / 100,00   |
|                         | Defensor Moura          | 16    | 0,66 / 100,00   |
| Votos Inválidos         | Votos Inválidos         | 116   | 4,57 / 100,00   |
| Total                   | Total                   | 2 541 | 100,00 / 100,00 |
| Eleitorado/Participação | Eleitorado/Participação | 5 553 | 45,76 / 100,00  |

| Freguesia   | %     | %     | %     | %    | %    | %    | Votantes |
| Freguesia   | ACS   | JMC   | MA    | FN   | FL   | DM   | Votantes |
| ----------- | ----- | ----- | ----- | ---- | ---- | ---- | -------- |
| Porto Santo | 51,79 | 29,61 | 11,01 | 5,81 | 1,11 | 0,66 | 2 541    |
| Porto Santo | 51,79 | 29,61 | 11,01 | 5,81 | 1,11 | 0,66 | 2 541    |

### Ribeira Brava
| Candidato               | Candidato               | Votos  | %               |
| ----------------------- | ----------------------- | ------ | --------------- |
|                         | Aníbal Cavaco Silva     | 3 342  | 52,60 / 100,00  |
|                         | José Manuel Coelho      | 2 229  | 35,08 / 100,00  |
|                         | Fernando Nobre          | 300    | 4,72 / 100,00   |
|                         | Manuel Alegre           | 298    | 4,69 / 100,00   |
|                         | Francisco Lopes         | 119    | 1,87 / 100,00   |
|                         | Defensor Moura          | 66     | 1,04 / 100,00   |
| Votos Inválidos         | Votos Inválidos         | 216    | 3,29 / 100,00   |
| Total                   | Total                   | 6 570  | 100,00 / 100,00 |
| Eleitorado/Participação | Eleitorado/Participação | 13 900 | 47,27 / 100,00  |

| Freguesia     | %     | %     | %    | %    | %    | %    | Votantes |
| Freguesia     | ACS   | JMC   | FN   | MA   | FL   | DM   | Votantes |
| ------------- | ----- | ----- | ---- | ---- | ---- | ---- | -------- |
| Campanário    | 55,59 | 32,98 | 4,73 | 3,54 | 1,86 | 1,29 | 2 172    |
| Ribeira Brava | 51,20 | 35,64 | 5,01 | 5,23 | 1,90 | 1,01 | 3 251    |
| Serra de Água | 49,66 | 39,39 | 5,22 | 3,03 | 2,02 | 0,67 | 619      |
| Tabua         | 52,33 | 35,21 | 4,86 | 5,45 | 1,56 | 0,58 | 528      |
| Ribeira Brava | 52,60 | 35,08 | 4,72 | 4,69 | 1,87 | 1,04 | 6 570    |

### Santa Cruz
| Candidato               | Candidato               | Votos  | %               |
| ----------------------- | ----------------------- | ------ | --------------- |
|                         | José Manuel Coelho      | 8 516  | 47,78 / 100,00  |
|                         | Aníbal Cavaco Silva     | 6 473  | 36,32 / 100,00  |
|                         | Fernando Nobre          | 1 311  | 7,36 / 100,00   |
|                         | Manuel Alegre           | 1 092  | 6,13 / 100,00   |
|                         | Francisco Lopes         | 298    | 1,67 / 100,00   |
|                         | Defensor Moura          | 133    | 0,75 / 100,00   |
| Votos Inválidos         | Votos Inválidos         | 647    | 3,50 / 100,00   |
| Total                   | Total                   | 18 470 | 100,00 / 100,00 |
| Eleitorado/Participação | Eleitorado/Participação | 35 572 | 51,92 / 100,00  |

| Freguesia              | %     | %     | %    | %    | %    | %    | Votantes |
| Freguesia              | JMC   | ACS   | FN   | MA   | FL   | DM   | Votantes |
| ---------------------- | ----- | ----- | ---- | ---- | ---- | ---- | -------- |
| Camacha                | 45,79 | 39,84 | 5,76 | 5,90 | 1,97 | 0,75 | 3 757    |
| Caniço                 | 46,40 | 35,13 | 9,38 | 6,47 | 1,76 | 0,86 | 9 036    |
| Gaula                  | 45,75 | 39,42 | 6,91 | 5,80 | 1,42 | 0,69 | 1 951    |
| Santa Cruz             | 55,93 | 32,16 | 4,18 | 5,88 | 1,38 | 0,47 | 3 254    |
| Santo António da Serra | 41,35 | 47,42 | 5,39 | 4,49 | 0,67 | 0,67 | 472      |
| Santa Cruz             | 47,78 | 36,32 | 7,36 | 6,13 | 1,67 | 0,75 | 18 470   |

### Santana
| Candidato               | Candidato               | Votos | %               |
| ----------------------- | ----------------------- | ----- | --------------- |
|                         | Aníbal Cavaco Silva     | 2 345 | 53,27 / 100,00  |
|                         | José Manuel Coelho      | 1 535 | 34,87 / 100,00  |
|                         | Manuel Alegre           | 234   | 5,32 / 100,00   |
|                         | Fernando Nobre          | 165   | 3,75 / 100,00   |
|                         | Francisco Lopes         | 83    | 1,89 / 100,00   |
|                         | Defensor Moura          | 40    | 0,91 / 100,00   |
| Votos Inválidos         | Votos Inválidos         | 121   | 2,67 / 100,00   |
| Total                   | Total                   | 4 523 | 100,00 / 100,00 |
| Eleitorado/Participação | Eleitorado/Participação | 8 910 | 50,76 / 100,00  |

| Freguesia          | %     | %     | %    | %    | %    | %    | Votantes |
| Freguesia          | ACS   | JMC   | MA   | FN   | FL   | DM   | Votantes |
| ------------------ | ----- | ----- | ---- | ---- | ---- | ---- | -------- |
| Arco de São Jorge  | 52,69 | 36,20 | 6,09 | 3,23 | 0,72 | 1,08 | 284      |
| Faial              | 55,36 | 35,83 | 3,46 | 2,90 | 1,90 | 0,56 | 924      |
| Ilha               | 79,77 | 13,87 | 5,20 | 0,58 | 0    | 0,58 | 179      |
| Santana            | 46,81 | 40,09 | 6,04 | 4,38 | 1,71 | 0,97 | 1 809    |
| São Jorge          | 57,71 | 27,34 | 6,54 | 4,79 | 2,69 | 0,93 | 877      |
| São Roque do Faial | 56,11 | 34,16 | 3,39 | 2,49 | 2,49 | 1,36 | 450      |
| Santana            | 53,27 | 34,87 | 5,32 | 3,75 | 1,89 | 0,91 | 4 523    |

### São Vicente
| Candidato               | Candidato               | Votos | %               |
| ----------------------- | ----------------------- | ----- | --------------- |
|                         | Aníbal Cavaco Silva     | 1 559 | 52,88 / 100,00  |
|                         | José Manuel Coelho      | 926   | 31,41 / 100,00  |
|                         | Manuel Alegre           | 234   | 7,94 / 100,00   |
|                         | Fernando Nobre          | 159   | 5,39 / 100,00   |
|                         | Defensor Moura          | 37    | 1,26 / 100,00   |
|                         | Francisco Lopes         | 33    | 1,12 / 100,00   |
| Votos Inválidos         | Votos Inválidos         | 83    | 2,74 / 100,00   |
| Total                   | Total                   | 3 031 | 100,00 / 100,00 |
| Eleitorado/Participação | Eleitorado/Participação | 6 694 | 45,28 / 100,00  |

| Freguesia     | %     | %     | %    | %    | %    | %    | Votantes |
| Freguesia     | ACS   | JMC   | MA   | FN   | DM   | FL   | Votantes |
| ------------- | ----- | ----- | ---- | ---- | ---- | ---- | -------- |
| Boa Ventura   | 56,64 | 28,32 | 6,93 | 5,01 | 1,47 | 1,62 | 702      |
| Ponta Delgada | 49,86 | 33,24 | 8,53 | 6,21 | 1,01 | 1,16 | 710      |
| São Vicente   | 52,60 | 31,94 | 8,11 | 5,20 | 1,20 | 0,95 | 1 619    |
| São Vicente   | 52,88 | 31,41 | 7,94 | 5,39 | 1,26 | 1,12 | 3 031    |